# G-type (雑誌)
G-type（ジータイプ）は、コアマガジン社が発行していたアダルトアニメ誌。
アダルトゲーム誌『メガストア』の増刊として1999年8月に創刊され、2002年に独立創刊、隔月刊化されたが、2011年4月号をもって休刊となった。本誌から派生した姉妹誌に『G'sister』、小説レーベルに「G-type NOVELS」などがある。
表紙は鬼ノ仁、渡辺真由美を経てズンダレぽんが担当。
2003年から2010年までアダルトアニメの人気作品とメーカーを表彰する美少女アニメーション大賞を主催していた。

## 概要
アダルトアニメ専門誌として、ムックや増刊ではなく独立創刊を果たした唯一の雑誌であった。
描き下ろしグラビアや新作情報を掲載しているほか、誌面のストーリーに連動するアダルトCDドラマが収録されたCDと、アダルトゲームのサンプル画像やアダルトアニメのサンプル映像が収録されたDVDを付録として同梱していた。
アダルトアニメの監督や制作者のインタビューや対談も多く、金澤勝眞や桶澤尚、むらかみてるあきなど、それまでのアダルトアニメ本にはない多くのクリエイターに着目した特集を組んだ。とくにむらかみてるあきは同誌の創刊から『新体操（仮）』シリーズで取り上げられ、以降同誌の休刊までたびたび登場し、同ジャンルの人気監督となった。
2011年4月号で休刊。
休刊の前号となった同年2月号において編集長の上崎洋一（よーいち）は「大きく恐ろしい時代の波」により決断したと記している。

## CDドラマ

### ○学○年生シリーズ
- 原作・脚本／上崎よーいち
- キャラクターデザイン・イラスト／vogue

- 「○学○年生」　※ソフト・オン・デマンドより2004年にソフト化
- 「○学○年生起立！」
- 「○学○年生ナイン！」
- 「○学○年生キャッスル！」 ※キャラクターデザイン・イラスト あきら
- 「○学○年生ナイショ！」 ※キャラクターデザイン・イラスト あぼしまこ
- 「○学○年生Cute！」 ※キャラクターデザイン・イラスト Low

### シャルロット〜Charlotte〜シリーズ
- 原作・脚本／上崎よーいち
- キャラクターデザイン・イラスト／ズンダレぽん

- 「シャルロット〜Charlotte〜」
- 「世界はわたしにひざまずく！」
- 「めりけんじゃっぷ」
- 「パゾリーニに花束を」
- 「フランチェスカ～Francesca～」

### 皇女フランチェスカ
- 原作／よーいち
- 脚本／ひのまこと
- キャラクターデザイン・イラスト／ズンダレぽん

キャスト
- ダンテ・アリギエーリ - 氷河流
- ベアトリーチェ - 北都南
- フランチェスカ・ダ・リミニ - 白井綾乃
- セッティ - 野神奈々
- セミラミス - かわしまりの
- ヘレネー - 伏見茶々
- イズー - YUKI
- エリッサ - 奥田香織

### ふたりのジャンヌ
- 原作／よーいち
- 脚本／ひのまこと
- キャラクターデザイン・イラスト／ズンダレぽん

キャスト
- シモーヌ - 海原エレナ
- ジャンヌ＝ダルク - 一色ヒカル
- ジル・ド・レ - ほうでん亭ノドガシラ
- ジャン・ポトン・ド・ザントライユ - 宝殿亭ガツ芯
- ラ・イール - 広末涼
- セシル - 金田まひる
- ローズ - みる
- カトリーヌ・ド・ヴァロワ - AYA
- フランチェスカ・ボルジア - 野神奈々

主題歌「青い風」
作詞・作曲・歌：氷青
編曲：あきづきかおる
サウンドプロデュース：上崎洋一

### 異教徒合神ミコシスター
- 原作・脚本／よーいち
- キャラクターデザイン・イラスト／さんとおたけし

キャスト
- ローザ＝リオ（ミコシスター） - 奥田香織
- 神美子 - 白井綾乃
- 宮崎さつき（シスタークルセイド）- 野神奈々
- 宮崎メイ - 渋谷聡子
- ウサミミンラディン - かわしまりの
- タリバンチュラ - 上戸琉
- アリカイダ - 上戸琉
- シャリア＝ザカート - 上戸琉
- ファティマ＝ザカート - 細田なな

主題歌「Justice」
作曲 - KAZUYA（月兎）
作詞・歌 - reika（月兎）

## G'sister
G-typeの増刊として2004年11月に創刊、キャッチコピーは「G-typeから生まれた最狂の姉妹誌」。美少女イラストと成人向け漫画のオールカラー雑誌で付録としてDVDが封入されていた。最終号は2008年12月。表紙はあきら
（Vol.1からVol.8）、以降はオノメシンで表紙裏はみやま零。
- G'sister Vol.1（2004年11月）
- G'sister Vol.2（2005年1月）
- G'sister Vol.3（2005年5月）
- G'sister Vol.4（2005年7月）
- G'sister Vol.5（2005年9月）
- G'sister Vol.6（2005年11月）
- G'sister Vol.7（2006年3月）
- G'sister Vol.8（2006年5月）
- G'sister 少女コレクション（2006年12月）
- G'sister 少女コレクション2008（2007年11月）
- G'sister 少女コレクションGoGo!（2008年7月）
- G'sister 少女コレクション2009（2008年12月）

## G-type HARDREMIX
G-type本誌に掲載された版権画や特集企画をダイジェスト収録した総集編。
- G-type HARDREMIX（2001年12月）※表紙、鬼ノ仁
- G-type HARDREMIX 2（2003年9月）※表紙、むらかみてるあき
- G-type HARDREMIX withDVD（2004年9月）※表紙、石原恵
- G-type HARDREMIX 7th Aniversary（2006年9月）※表紙、荒木英樹
- G-type HARDREMIX G-cup collection（2008年3月）※表紙、オノメシン
- G-type HARDREMIX 10th Aniversary（2009年7月）※表紙、荒木英樹
- G-type HARDREMIX ツンデロCollection（2009年9月）※表紙、オノメシン

## G-type NOVELS
アダルトゲーム原作のジュブナイルポルノレーベル。
| タイトル名                                | 著者等     | 挿絵等         | 備考                 |
| ----------------------------------------- | ---------- | -------------- | -------------------- |
| CRAVE×10                                  | 森野一角   | あきら         | 原作：ちぇりーそふと |
| 人妻かすみさん                            | 杜村まひる | すめらぎ琥珀   | 原作：Tinkerbell     |
| 下級生2 七瀬 SECRET TRACK                 | 森野一角   | あきら         | 原作：エルフ         |
| Pia❤️キャロットへようこそ!!3 海辺の秋物語 | 舞田朗     | 鬼ノ仁         | 原作：F&C            |
| LOVERS 恋に落ちたら REVERSE               | 高橋ショウ | 滝美梨香       | 原作：Jellyfish      |
| Kyrie                                     | 森野一角   | あきら         | 原作：ちぇりーそふと |
| クライミライif                            | 深町薫     | 相川亜利砂     | 原作：FlyingShine黒  |
| 人妻かすみさん2                           | フレーム   | すめらぎ琥珀   | 原作：Tinkerbell     |
| 抜け忍                                    | 有栖月明里 | さくやついたち | 原作：Waffle         |

## 美少女アニメーション大賞
主催：G-type、共催：月刊メガストア、後援：株式会社コアマガジン
歴代受賞作
- 第1回（2002年度）「顔のない月 第三夜～芍薬～」（ピンクパイナップル）
- 第2回（2003年度）「夜勤病棟 Karte.8」（ディスカバリー）
- 第3回（2004年度）「顔のない月 第五夜～彼岸花～」（ピンクパイナップル）
- 第4回（2005年度）「七瀬恋」（ソフト・オン・デマンド）
- 第5回（2006年度）「風間愛」（ソフト・オン・デマンド）
- 第6回（2007年度）「対魔忍アサギ Vol.1」（Pixy）
- 第7回（2008年度）「そらのいろ、みずのいろ 下巻」（エイ・ワン・シー）
- 第8回（2009年度）「監獄戦艦 Vol.1」（Pixy）